# Медаль «За безупречную службу перед Отечеством» (Туркменистан)
Медаль «За безупречную службу перед Отечеством» — государственная награда Туркмении.

## Статут
Медалью награждаются военнослужащие, проходящие службу в рядах Вооружённых Сил Туркмении, Министерства национальной безопасности, Государственной пограничной службы Туркмении, а также министерств и ведомств, в которых в соответствии с законодательством Туркмении предусмотрена военная служба, на момент представления не имеющие взысканий и отслужившие не менее 10 лет.
Награждение медалью производится президентом Туркмении на основании представления министра обороны Туркмении, министра национальной безопасности Туркмении, начальника Государственной пограничной службы Туркмении и руководителей министерств и ведомств, в которых в соответствии с законодательством Туркмении предусмотрена военная служба.
Медаль имеет три степени:
- I степень — за безупречную службу в течение 20 лет;
- II степень — за безупречную службу в течение 15 лет;
- III степень — за безупречную службу в течение 10 лет.

I степень медали является её высшей степенью.
Медаль вручается строго последовательно от низшей степени к высшей.
Лица, имеющие к моменту учреждения медали выслугу 10, 15 или 20 лет, могут награждаться соответственно медалями третьей, второй и первой степени одновременно.
Лицам, удостоенным награды, вручаются медаль и удостоверение к ней. Затем в это удостоверение вносятся соответствующие отметки о награждении медалями более высокой степени.

## Описание
Медаль имеет форму восьмиугольника общим диаметром 40 мм.
Медаль первой степени изготовлена из позолоченного серебра 925 пробы, второй степени — никелированного медно-никелевого сплава, третьей степени — оксидированного медью медно-никелевого сплава.
В центральной части помещено изображение округлого щита выпуклой формы, покрытого эмалью зелёного цвета, во внутренней части размещены, выполненные в выпуклой форме, слова на государственном языке «WATAN ÖŇÜNDÄKI BIRKEMSIZ HARBY GULLUGY ÜÇIN», с внешней части эта надпись окаймлена 24 бубенчиками. Щит обрамлён плетёным кольцом. Вокруг изображения округлого щита в центральной части медали крестообразно помещены изображения концов лезвий двух сабель длиной 4 мм и двух их эфесов длиной 6 мм. От изображения щита, расположенного в центральной части медали, в разные стороны расходятся линии, изображающие лучи солнца.
Реверс медали:
- I степень — в центре «I» ниже надпись: «Birkemsiz 20 yyl gulluk edeni üçin» и размещены оливковые ветви, расходящиеся в обе стороны;
- II степень — в центре «II» ниже надпись: «Birkemsiz 15 yyl gulluk edeni üçin» и размещены оливковые ветви, расходящиеся в обе стороны;
- III степень — в центре «III» ниже надпись: «Birkemsiz 10 yyl gulluk edeni üçin» и размещены оливковые ветви, расходящиеся в обе стороны.

Медаль посредством колечка соединяется с колодкой шириной 25 мм, высотой 15 мм, внутренней шириной 20 мм, прямоугольной формы высотой 13 мм залитой эмалью зелёного цвета, в центре:
- I степень — одна полоска жёлтого цвета;
- II степень — две полоски жёлтого цвета;
- III степень — три полоски жёлтого цвета.

На оборотной стороне колодки имеется зажим для крепления медали к одежде.

### Описание планки
Планка медали I, II, III степеней выполнена из шёлковой ткани зелёного цвета, внешние края её окаймлены тёмно-коричневым цветом.
В центре планки медалей:
- I степени — вертикальная линия жёлтого цвета;
- II степени — две вертикальных линии жёлтого цвета;
- III степени — три вертикальных линии жёлтого цвета.